# حسین شهاب
حسین شهاب (۱۷ بهمن ۱۳۲۵ – ۲۸ اردیبهشت ۱۳۹۷) با نام اصلی حسین شهاب‌منش بازیگر پیشکسوت تلویزیون، تئاتر و سینما اهل ایران بود.

## زندگی‌نامه
حسین شهاب تا سوم دبیرستان تحصیل کرد. پس از ترک تحصیل، به ورزش کُشتی روی آورد و در باشگاه‌های پولاد و فردوسی به تمرین پرداخت و در مسابقات کشتی نیز حضور داشت.
اولین فیلم او در سال ۱۳۴۷ در فیلم گردش روزگار ساختهٔ قدرت‌الله بزرگی بود.
او همچنین در بعضی از فیلم‌ها به‌عنوان بدل‌کار بازی کرد. کارهای هنری در تلویزیون را از سال ۱۳۵۸ با مجموعهٔ هزاردستان شروع کرد.
حسین شهاب دارای یک دختر به نام مژگان می‌باشد.

## درگذشت
او در سوم تیر ۱۳۹۶ بر اثر نارسایی قلبی در بیمارستان بستری شد.
حسین شهاب سرانجام در عصر جمعه ۲۸ اردیبهشت ۱۳۹۷، حوالی ساعت ۱۹، به دلیل مشکلات کلیوی و نارسایی کبد در بیمارستان محب کوثر یوسف‌آباد تهران در ۷۱ سالگی درگذشت.

## کارنامهٔ هنری

### سینما
- شارلاتان (۱۳۸۳)
- کوچولوی خوش‌شانس (۱۳۸۳)
- واکنش پنجم (۱۳۸۱)
- شب‌های تهران (۱۳۷۹)
- عشق شیشه‌ای (۱۳۷۸)
- آخرین نبرد (۱۳۷۶)
- یورش (۱۳۷۶)
- روی خط مرگ (۱۳۷۵)
- اعادهٔ امنیت (۱۳۷۴)
- دام (۱۳۷۴)
- شیرین و فرهاد (۱۳۷۴)
- آنها هیچ‌کس را دوست ندارند (۱۳۷۲)
- پاییز بلند (۱۳۷۲)
- تابع قانون (۱۳۷۱)
- آخرین تلاش (۱۳۷۰)
- شانس زندگی (۱۳۷۰)
- دو سرنوشت (۱۳۶۸)
- شب بیست و نهم (۱۳۶۸)
- جمیل (۱۳۶۶)
- جنگلبان (۱۳۶۶)
- غریبه (۱۳۶۶)
- مأموریت (۱۳۶۵)
- حماسهٔ مهران (۱۳۶۳)
- فرار (۱۳۶۳)
- مزدوران (۱۳۶۳)
- یک روز گرم (۱۳۶۳)
- بازداشتگاه (۱۳۶۲)
- پیک جنگل (۱۳۶۲)
- تفنگدار (۱۳۶۲)
- خاک و خون (۱۳۶۲)
- شیلات (۱۳۶۲)
- برزخی‌ها (۱۳۶۱)
- راهی به سوی خدا (۱۳۵۸)
- آقای لر به شهر می‌رود (۱۳۵۶)
- جای امن (۱۳۵۶)
- حلقه‌های ازدواج (۱۳۵۶)
- زن (۱۳۵۶)
- تپه ۳۰۳ (۱۳۵۶) - نمایش داده نشد
- غربتی‌ها (۱۳۵۶)
- مشکل آقای اعتماد (۱۳۵۶)
- بت‌شکن (۱۳۵۵)
- پاکباخته (۱۳۵۵)
- چلچراغ (۱۳۵۵)
- غرور و تعصب (۱۳۵۵)
- رانندهٔ اجباری (۱۳۵۴)
- فرار از حجله (۱۳۵۴)
- قسم (۱۳۵۴)
- کندو (۱۳۵۴)
- کینه (۱۳۵۴)
- ممل آمریکایی (۱۳۵۴)
- هدف (۱۳۵۴)
- همسفر (۱۳۵۴)
- پری خوشگله (۱۳۵۳)
- ترکمن (۱۳۵۳)
- تهمت (۱۳۵۳)
- جوجه فکلی (۱۳۵۳)
- حسین آژدان (۱۳۵۳)
- دختران بلا، مردان ناقلا (۱۳۵۳)
- شکست‌ناپذیر (۱۳۵۳)
- شوهر کرایه‌ای (۱۳۵۳)
- گروگان (۱۳۵۳)
- گل پری جون (۱۳۵۳)
- گوزن‌ها (۱۳۵۳)
- مرد شب (۱۳۵۳)
- مواظب کلات باش (۱۳۵۳)
- ناجورها (۱۳۵۳)
- آقای جاهل (۱۳۵۲)
- بیگانه (۱۳۵۲)
- پاپوش (۱۳۵۲)
- تنگسیر (۱۳۵۲)
- روسیاه (۱۳۵۲)
- صخرهٔ سیاه (۱۳۵۲)
- کج‌کلاخان (۱۳۵۲)
- مردها و نامردها (۱۳۵۲)
- مروارید (۱۳۵۲)
- نامحرم (۱۳۵۲)
- احمد چوپان (۱۳۵۱)
- باشرف‌ها (۱۳۵۱)
- تنها مرد محله (۱۳۵۱)
- توبه (۱۳۵۱)
- خاطرخواه (۱۳۵۱)
- دشنه (۱۳۵۱)
- شهر آفتاب (۱۳۵۱)
- فرار از زندگی (۱۳۵۱)
- قایقرانان (۱۳۵۱)
- قمار زندگی (۱۳۵۱)
- کافر (۱۳۵۱)
- کاکل زری (۱۳۵۱)
- میخک سفید (۱۳۵۱)
- نانجیب (۱۳۵۱)
- یک جو غیرت (۱۳۵۱)
- رنگین‌کمان (۱۳۵۰)
- ماجرای یک دزد (۱۳۵۰)

### تلویزیون
| سال       | نام                  | سمت          | کارگردان              | توضیحات                                          |
| --------- | -------------------- | ------------ | --------------------- | ------------------------------------------------ |
| ۱۳۹۰      | تله‌فیلم «چگونه رفتن» | بازیگر       | احسان صادقی حمزه      |                                                  |
| ۱۳۸۹      | تله‌فیلم «چشم خدا»    | بازیگر       | احسان صادقی حمزه      |                                                  |
| ۱۳۸۹      | تله‌فیلم «هم‌نفس»      | بازیگر       | احسان صادقی حمزه      |                                                  |
| ۱۳۸۳      | خانه‌به‌دوش            | بازیگر       | رضا عطاران            | در رمضان ۱۳۸۳ پخش شد.                            |
| ۱۳۸۲      | کوچه اقاقیا          | بازیگر مهمان | رضا عطاران            | در تابستان ۱۳۸۲ پخش شد.                          |
| ۱۳۸۰      | زیر آسمان شهر        | بازیگر مهمان | مهران غفوریان         | در فصل یک و دو هر کدام در یک قسمت به عنوان مهمان |
| ۱۳۷۸–۱۳۷۷ | روزگار جوانی         | بازیگر مهمان | شاپور قریب اصغر توسلی |                                                  |
| ۱۳۷۴–۱۳۷۵ | تنهاترین سردار       | بازیگر       | مهدی فخیم‌زاده         | پخش در پاییز ۱۳۷۶ از شبکه یک                     |
| ۱۳۷۴      | تازیانه بر باد       | بازیگر       | اکبر صادقی            | محصولی از «سیمافیلم» که در ۱۰ قسمت پخش شد.       |
| ۱۳۷۴      | تله‌فیلم «گره شانس»   | بازیگر       | رحیم محمدی            | به سفارش اداره کار و امور اجتماعی استان زنجان    |
| ۱۳۶۷      | جستجو                | بازیگر       | محمدرضا ممجّد          |                                                  |
| ۱۳۶۶–۱۳۵۸ | هزاردستان            | بازیگر       | علی حاتمی             |                                                  |